# Chantal Maillard
 Chantal Maillard  (Brussel, 30 augustus 1951) is een Belgische schrijfster die in Málaga en Barcelona woont.
Ze studeerde filosofie en godsdienst aan de universiteit van Benares en aan de universiteit van Málaga (bachelor, doctoraat), waar ze tegenwoordig professor is. Ze was tevens yogalerares en medewerkster aan ABC en El País.

## Werk

### Poëzie
- Azul en re menor. Frigiliana: La Farola, 1982.
- La otra orilla. Coria del Río: Qüásyeditorial, 1990. Premio Juan Sierra 1990
- Hainuwele. Córdoba: Ayuntamiento de Córdoba, 1990. Premio Ciudad de Córdoba 1990
- Poemas a mi muerte. Madrid: La Palma, 1993. Poesía. Premio Ciudad de Santa Cruz de la Palma 1993
- Semillas para un cuerpo. Soria: Diputación Provincial de Soria, 1998. Premio Leonor 1987
- Conjuros. Madrid: Huerga y Fierro. Editores, S.L., 2001.
- Lógica borrosa. Málaga: Miguel Gómez Ediciones, 2002.
- Matar a Platón. Barcelona: Tusquets, 2004. Premio Nacional de Poesía 2004
- Hilos, 2007
- La tierra prometida, 2009
- Hainuwele y otros poemas, 2009
- Polvo de avispas. Málaga, 2011
- Balbuceos. Málaga, 2012
- La herida en la lengua. Barcelona, 2015

### Essays
- El monte Lu en lluvia y niebla Málaga: Diputación Provincial de Málaga, 1990.
- La creación por la metáfora. Barcelona: Anthropos, 1992.
- El crimen perfecto. Madrid: Tecnos, 1993.
- La sabiduría como estética Madrid: Akal, 1995.
- La razón estética. Barcelona: Laertes, 1998. Aguado González, Jesús.
- El árbol de la vida. Maillard, Chantal (ed.) . Barcelona: Kairós, 2001.
- Filosofía en los días críticos Valencia: Pre-Textos, 2001.

## Prijzen
- Premio Leonor 1987
- Ciudad de Córdoba 1990
- Premio Juan Sierra 1990
- Ciudad de Santa Cruz de la Palma 1993
- Premio Nacional de Poesía 2004